# Costa Daurada
La Costa Daurada è una marca turistica rappresentativa di 7 comarche della Provincia di Tarragona, Catalogna (Spagna) sul Mar Mediterraneo, tra Cunit e Alcanar.
Il prodotto turistico rappresentato dalla stessa è piuttosto vario e non solo riferito a quello balneare ("sol y playa"), benché esso sia quello che produce maggior affluenza.

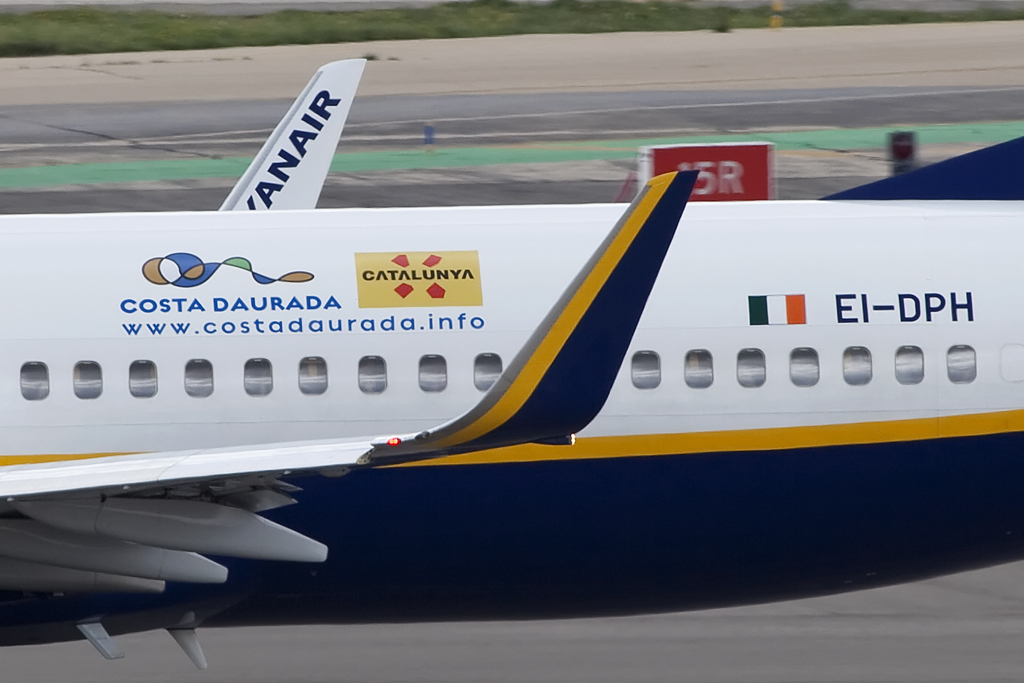

## Città (da nord a sud)
Fra le città più importanti della Costa Daurada vi sono:

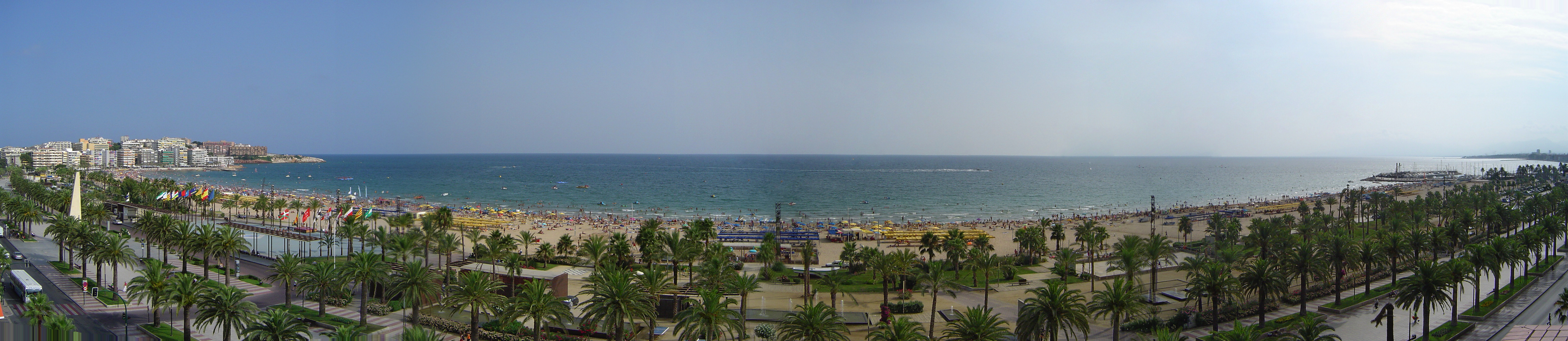
Salou

- Calafell
- Comarruga
- Torredembarra
- Tarragona
- Salou
- Cambrils
- L'Ametlla de Mar
- Sant Carles de la Ràpita
- Alcanar